# TÜV
Onder de afkorting TÜV (Technischer Überwachungsverein) worden in Duitsland verenigingen (eingetragener Vereine) verstaan die zich bezighouden met wettelijk voorgeschreven keuringen van materieel en apparatuur en certificering van producten en managementsystemen. De bekendste hiervan is de periodieke autokeuring die in Duitsland vaak kortweg met TÜV wordt aangeduid. De TÜV ontstond in 1866 als Dampfkessel-Überwachungs-und Revisions-Vereine die zich met de keuring van stoomketels bezighield.

## Geschiedenis
Tijdens de industriële revolutie richtten fabrikanten onafhankelijke regionale verenigingen op, Dampfkessel-Überwachungs-und Revisions-Vereine ofwel DÜV die zich bezighielden met het controleren van stoomketels om ongelukken, met name het exploderen van de steeds krachtiger stoommachines en hogedrukketels, te voorkomen. Omdat deze verenigingen zeer succesvol waren, hoefden de leden zich sinds 1871 niet meer aan ambtelijke inspecties te onderwerpen en kregen ze in toenemende mate ook andere keuringstaken toebedeeld, zoals autokeuringen en zelfs rijexamens.

## Organisatie
De TÜV is tegenwoordig in drie grote regionale holdings georganiseerd:
- TÜV Süd
- TÜV Rheinland
- TÜV Nord

Bovendien bestaan er onafhankelijke instanties als de TÜV Thüringen und TÜV Saarland. De verschillende holdings zijn niet meer regionaal gebonden en concurreren onderling.